# Bad Pirawarth
Bad Pirawarth è un comune austriaco di 1 662 abitanti nel distretto di Gänserndorf, in Bassa Austria; ha lo status di comune mercato (Marktgemeinde).